# معاني القرآن للفراء
كتاب معاني القرآن للفرَّاء طريقةٌ من طرق التصنيف قد تلحق بالتفسير، وقد جاء هذا الكتاب عظيم القدر بعيدًا عن التطويل، مليئًا بالفوائد اللغوية وبيان اللغات واختلاف اللهجات، كما بين وجوه إعراب كثير من كلمات القرآن وذلك بحسب ترتيبها وورودها في الآيات القرآنية.
وكتاب معاني القرآن للفرّاء كتاب عظيم النفع، مستوعب لمعاني القرآن الكريم، ووجوه اللغة العربية، جدير بأن يُطالع ويُعتنى به، لاسيما طلبة العلم المتخصصون.

## نبذة عن المؤلف
الفراء (144-207هـ = 761-822م) يحيى بن زياد بن عبد الله بن منظور الديلمي، مولى بني أسد (أو بني منقر) أبو زكرياء، المعروف بالفراء: إمام الكوفيين، وأعلمهم بالنحو واللغة وفنون الأدب. كان يقال: الفراء أمير المؤمنين في النحو. ومن كلام ثعلب: لولا الفراء ما كانت اللغة. ولد بالكوفة، وانتقل إلى بغداد، وعهد إليه المأمون بتربية ابينه، فكان أكثر مقامه بها، فإذا جاء آخر السنة انصرف إلى الكوفة فأقام أربعين يومًا في أهله يوزع عليهم ما جمعه ويبرهم. وتوفي في طريق مكة. وكان مع تقدمه في اللغة فقيها متكلما، عالما بأيام العرب وأخبارها، عارفا بالنجوم والطب، يميل إلى الاعتزال. من كتبه «المقصور والممدود - خ» و «المعاني» ويسمى «معاني القرآن - ط» أملاه في مجالس عامة كان في جملة من يحضرها نحو ثمانين قاضيًا، و «المذكر والمؤنث - ط» وكتاب «اللغات» و «الفاخر - خ» في الأمثال، و «ما تلحن فيه العامة» و «آلة الكتاب» و «الأيام والليالي - خ» و «البهي» ألفه لعبد الله بن طاهر، و «اختلاف أهل الكوفة والبصرة والشام في المصاحف» و «الجمع والتثنية في القرآن» و «الحدود» ألفه بأمر المأمون، و «مشكل اللغة». وكان يتفلسف في تصانيفه. واشتهر بالفراء، ولم يعمل في صناعة الفراء، فقيل: لأنه كان يفري الكلام. ولما مات وجد «كتاب سيبويه» تحت رأسه، فقيل: إنه كان يتتبع خطأه ويتعمد مخالفته. وعرف أبوه «زياد» بالأقطع، لأن يده قطعت في معركة «فخ» سنة 169 وقد شهدها مع الحسين بن علي بن الحسن، في خلافة موسى الهادي.
مات الفراء بطريق الحج سنة سبع ومائتين وله ثلاث وستون سنة.

## سبب تأليف الكتاب
(هذا الكتاب له قصة تُروى في سبب تأليفه، يقول أبو العباس ثعلب: كان السبب في إملاء كتاب الفرّاء في المعاني أن عمر بن بُكير كان من أصحابه، وكان منقطعًا للحسن بن سهل، فكتب إلى الفراء: إن الأمير الحسن بن سهل ربما سألني عن الشيء بعد الشيء من القرآن، فلا يحضرني فيه جواب، فإن رأيت أن تجمع لي أصولًا أو تجعل في ذلك كتابًا أرجع إليه فعلت. فقال الفراء لأصحابه اجتمعوا حتى أمل عليكم كتبًا في القرآن. وجعل لهم يوما، فلما حضروا خرج إليهم، وكان في المسجد رجل يؤذّن ويقرأ بالناس في الصلاة، فالتفت إليه الفراء فقال له: اقرأ بفاتحة الكتاب. ففسّرها، وهكذا حتى أكمل الكتاب كلّه، يقرأ الرجل ويفسّر الفراء، فقال أبو العباس: لم يعمل أحد قبله، ولا أحسب أن أحدا يزيد عليه.
وعن محمد بن الجهم: كان الفراء يخرج إلينا وقد لبس ثيابه في المسجد الذي في خندق عبويه، وعلى رأسه قلنسوة كبيرة، فيجلس فيقرأ أبو طلحة الناقط عشرًا من القرآن، ثم يقول له: أمسك. فيملي من حفظه المجلس.
وقد جاء في صدر هذا الكتاب (معاني القرآن) قول السمّري: هذا كتاب فيه معاني القرآن، أملاه علينا أبو زكريا يحيى بن زياد الفرّاء يرحمه الله عن حفظه من غير نسخة، في مجالسه أول النهار من أيام الثلاثاوات والجُمَع في شهر رمضان وما بعده من سنة اثنتين (يقصد سنة اثنتين ومائتين) وفي شهور سنة ثلاث وشهور من سنة أربع ومائتين).
يقول عبد الرحيم الإسماعيلي في بحثه: (إن البحث في مصادر الفهارس والتراجم وكتب التاريخ، لم يسعفنا في تبيُّن الدافع الحقيقي لكتابة معاني القرآن للفراء، فكل ما توصلنا إليه رواية النديم، فهي العمدة عند من كتب عن الفراء. وهو المذهب الذي دافع عنه محققوا الكتاب. وهم أقدر الناس حُكمًا على الكتاب لتهممهم بنسخ الكتاب المخطوط. ومن ثَّم فلا ضير أن تواترت الروايات بأنَّ معاني القرآن للفراء جاء استجابة لطلاب واظبوا على درس الفراء النحوية والقرآنية).

## موضوع الكتاب
موضوع كتاب معاني القرآن للفراء هو المفردات القرآنية التي رأى فيها غموضًا وإبهامًا، أو إشكالاً في الدلالة أو الإعراب وتحتاج إلى بيان وتفسير. ولتحقيق هذا المقصد يتوسل بالمباحث اللغوية معجمًا، وصوتا، وصرفًا، ونحواً وبلاغًة. ويعتمد على كلام العرب، شعرهم ونثرهم، أقوالهم، وأمثالهم، ولغاتهم... ويأخذ بالقراءات القرآنية المشهورة، والراجحة، والشاذة، والضعيفة.. كما يأخذ بالأصول المعتبرة عند النحاة، من سماع، وقياس، وإجماع.

## منهج الفَرَّاء في الكتاب
لم يضع الفراء مقدمة لكتابه معاني القرآن تفيد في تبيُّن معالم منهجه في الدراسة، والخطوات التي سوف يسلكها في بيان بعض الكلمات الغريبة. إنَّ المتصفح لكتابه يسجل أنه يعمد إلى انتخاب مجموعة من الآيات على ترتيب السور، يدير حولها المباحث اللغوية بكل مستوياتها، لا سيما المباحث النحوية، فهي المهيمنة في الكتاب، تليها في الرتبة الثانية القراءات القرآنية. وهو يعرض كلام من تقدَّمَه، ويتنصر في أحيان كثيرة لشيوخه، وعلى رأسهم الكسائي (ت: 189 هـ)، وينتقد كلام بعضنا أحيانا. كما كان يوسع دائرة التأويل (التفسير)؛ وهو من أبرز أدواته في توجيه الإعراب، كما أنه يعتد بالقياس ويكثر منه. وتظهر صور التعليل في القضايا اللغوية جلية في كتابه. وهذا العرض الموجز لملامح منهج الفراء في التأليف؛ يبين اهتمامه بالقضايا النحوية واللغوية أثناء عملية التفسير، إذ يظهر فيه أثر النحو بوضوح، مما يجعله من مصنفات التفسير اللغوي التي تكشف عن متانة العلاقة بين علميّ النَّحو والتفسير.
وما يلاحظ على الفراء في منهجه عمومًا، أنه لم يوْلِ أهمية كبيرة لتنظيم كتابه في فصول مرتبة ترتيبا واضحا. كما نسجل أيضا على المؤلف عدم تبويب المسائل النحوية، وإنما يتعرض لها عند تناوله النص القرآني، وإن كان- في بعض الأحيان- يقف وقفات طويلة مع مسألة هنا أو هناك... ثم يعود إلى السياق القرآني مرة أخرى.
ومن أمثلة ذلك حديثه عن: (حتى)، ووجوه استعمالها في نحو 6 صفحات. وعليه فإن هذه الملاحظة تؤكد لنا أن الكتاب كتاب تفسير.

## أسلوب الفَرَّاء في كتابه
جاءت لغة الكتاب نَثْريَّة مُرْسَلة بسيطة من دون تكلُّف مشحونٍ بالمحسنات البديعية، خالية من السَّجْع ومن المحسنات الأسلوبية، فالفرَّاء كان عالمًا مُفسرًا ومُقرئًا وأديبًا ولغويًا وفيلسوفًا ونحويًا مرموقًا، وتشهد آثاره على مواهبه النحوية والأدبية، وإنما نعتقد أن الأمر مرتبط بطبيعة موضوع التأليف الذي يدخل ضمن التفسير اللغوي، الذي يتوخى أسلوب البساطة عمومًا، واشتمل الكتاب على عدد كبير من الأبيات الشعرية تؤكد شاعريَّة الفرَّاء.

## تحقيق الكتاب
وقد بذل المحققون جهدًا مُشَرِّفًا في تحقيق هذا الكتاب، فقد قاموا بـ:
– تخريج الآيات القرآنية وعزوها لأماكنها في المصحف.
– تخريج الآثار والأخبار الواردة وعزوها إلى مصادرها، وكذا الأبيات الشعرية.
– عزو القراءات الواردة بالكتاب إلى أصحاب القراءات المتواترة المعروفة.
– عزو الفقرات إلى مصادرها المختلفة من نسخ الكتاب الخمس التي تم الاعتماد عليها في تحقيق هذا الكتاب، بقولهم: في (أ) أو (ب) أو (ج) أو (ش) وهكذا.
– شرح الكلمات التي تحتاج إلى بيان.
– التعريف بالأعلام الوارد ذكرهم بالكتاب.

## وصلات خارجية
- موقع المكتبة الشاملة * كتاب معاني القرآن للفراء